# 658 (szám)
A 658 (római számmal: DCLVIII) egy természetes szám, szfenikus szám, a 2, a 7 és a 47 szorzata.

## A szám a matematikában
A tízes számrendszerbeli 658-as a kettes számrendszerben 1010010010, a nyolcas számrendszerben 1222, a tizenhatos számrendszerben 292 alakban írható fel.
A 658 páros szám, összetett szám, azon belül szfenikus szám, kanonikus alakban a 21 · 71 · 471 szorzattal, normálalakban a 6,58 · 102 szorzattal írható fel. Nyolc osztója van a természetes számok halmazán, ezek növekvő sorrendben: 1, 2, 7, 14, 47, 94, 329 és 658.
Érinthetetlen szám: nem áll elő pozitív egész számok valódiosztóösszeg-függvényeként.
A 658 négyzete 432 964, köbe 284 890 312, négyzetgyöke 25,65151, köbgyöke 8,69778, reciproka 0,0015198. A 658 egység sugarú kör kerülete 4134,33593 egység, területe 1 360 196,522 területegység; a 658 egység sugarú gömb térfogata 1 193 345 748,3 térfogategység.